# Hala El Shaarawy
Pour les articles homonymes, voir El Shaarawy.
Hala El Shaarawy, (en arabe: هالة الشعراوي) née le 18 janvier 1993 à Gizeh, est une joueuse égyptienne de basket-ball évoluant au poste d'ailier.

## Carrière
Hala El Shaarawy est finaliste du Championnat d'Afrique féminin de basket-ball des 16 ans et moins en 2009.
Elle participe aux championnats d'Afrique 2017 et 2019 avec l'équipe d'Égypte, terminant lors de ces deux éditions à la septième place. Elle est sixième du Championnat d'Afrique féminin de basket-ball 2021.
Elle évolue en club à Al Ahly.